# Portal d'Arxius Espanyols
El Portal d'Arxius Espanyols, en castellà i originalment Portal de Archivos Españoles (PARES) és una plataforma informàtica creada pel Ministeri de Cultura espanyol, que permet l'accés a documents digitalitzats de la xarxa d'arxius històrics de l'Estat espanyol, amb l'objectiu de difondre millor la seva informació. El portal ofereix una àmplia base de dades de franc dirigida als investigadors i als ciutadans en general. Fou Inaugurat el maig de 2007, i es va actualitzar a PARES 2.0 el 10 de maig de 2016, amb més de 33,9 milions d'imatges digitals i 8,6 milions d'arxius de documents.
Pares recull, entre d'altres, els continguts de l'Arxiu General d'Índies, l'Arxiu General de Simancas, l'Arxiu Històric Nacional, l'Arxiu de la Corona d'Aragó, l'Arxiu General de l'Administració, l'Arxiu General de la Guerra Civil Espanyola, l'Arxiu de la Reial Audiència i Cancelleria de Valladolid, Archivo Histórico Provincial de lava, l'Arxiu Històric Provincial de Guipúscoa i l'Arxiu Històric Provincial de Vizcaia. A més, a aquests continguts s'han anat unint altres projectes com el registre de Deportats Espanyols a Camps de Concentració Nazis, Cartells de la Guerra Civil Espanyola o les Respostes Generals del Catastre d'Ensenada.
Des del seu llançament el 2007, i la seva actualització com a PARES 2.0 el 2016, el nombre de consules i accessos ha anat augmentant progressivament, i ja l'any 2019 més de la meitat dels usuaris que accedeixen al portal procedeixen des de fora de l'Estat espanyol.